# K-30 비호
K-30 비호는 대한민국에서 개발되어 사용중인 자주대공포이다. 1983년부터 개발되기 시작해 총 6년 동안 연구인원 600여 명, 개발비 289억 원을 소요하여 1996년 말 초도 생산이 이루어졌고 1999년 체계를 완성했다. 2002년부터 2016년까지 총 396대가 배치될 예정이었으나 국방 개혁 2020의 개념이 정립된 후 근거리 저고도 방공망의 효율에 대한 의문이 제기되어 2006년 국회 예산 심의를 통하여 총 167 대로 대폭 감축되었다. 대당 가격은 50여억 원이다.

## 무장과 엔진
스위스 Oerlikon-Contraves사(社)의 KCB 30mm 자동식 포체계를 S&T중공업(구 통일중공업)에서 자체적으로 국산화 개발한 KKCB 자동식 포체계 2문을 장착하였다. 각각의 포체계는 HE, HE-I 탄을 분당 600발로 발사할 수 있다. 차체는 K200의 차체를 기본으로 하였으나 K200보다 보기륜이 하나더 추가되어 6개를 가지고 이때문에 520마력의 D-2480L형 디젤엔진과 S&T중공업(구 통일중공업)에서 면허생산하는 HMPT-500EK 무단자동변속기가 장착되었다.

## 레이다
LG 정밀(현 LIG넥스원)에서 개발한 2차원 방식의 X밴드 레이다를 사용하여 탐지거리는 21km이고 추적거리는 7km이다. 또한 레이시온사에서 개발하고 삼성탈레스(현 한화시스템)에서 생산하는 EOTS(전자광학식조준경)를 이용한다. [게파트]와 달리 비호는 탐색레이다만 있고, 추적(공격)레이다는 없고 광학 추적시스템이 대신한다.

## 작동방식
레이다상에 적기가 탐지되고, 적기가 레이다 추적가능 거리인 7Km 안에 들어오면 사수가 십자선과 목표를 일치시킨다. 이후 레이저 측정기를 작동해 거리계산과 동시에 포의정렬이 끝나면 사격을 개시한다. 한번 록온이 되면 자동추적이 가능하다. 최대사거리는 8.8Km, 유효사거리는 3km이다

## 개량형

### 비호복합체제
비호복합은 30mm 자주대공포(비호)에 휴대용 지대공 유도무기인 신궁을 포탑 양쪽에 부착하여 대공포의 교전 범위 밖에서도 적 항공기를 격추할 수 있도록 화력을 증강시켰다.

## 비판

### 포신
2004년 납품되기 전 마지막 시험평가에서 3000발을 쏘는데, 2800발부터 포탄이 제대로 날아가지 않는 '요요현상'이 있었다. 이에 대해 방위사업청에서는 열처리 방식을 변경하여 문제점을 해결하였으며 더 이상 문제점이 발견되지 않았다고 해명하였다.

### 명중률
1 km 거리의 헬리콥터 목표물에 200발 중 13발을 명중해야만 하는데도, 6발만 명중했다. 이에 대해 방위사업청에서는 "1차 사업시 외국에서 직도입한 EOTS를 국산화하는 과정에서 개발중인 EOTS 구성품 중 레이저거리 측정기가 비정상 상태에서 사격한 결과"라고 해명했으며, "레이저 거리측정기 고장 원인분석 및 조치 후 11월 7일 재사격 결과 합격기준 15:1 대비 14:1(56발 사격 / 4발 명중)의 우수한 성능으로 합격"하였다고 설명하였다.

## 같이 보기
- 비호복합